# Niedźwice
Niedźwice est une localité polonaise de la gmina de Koprzywnica, située dans le powiat de Sandomierz en voïvodie de Sainte-Croix.